# Uranoscopus marisrubri
Uranoscopus marisrubri és una espècie de peix pertanyent a la família dels uranoscòpids.

## Descripció
- Pot arribar a fer 15,3 cm de llargària màxima.[5][6]

## Hàbitat
És un peix marí i batidemersal que viu entre 363 i 383 m de fondària.

## Distribució geogràfica
Es troba al mar Roig.

## Observacions
És inofensiu per als humans.